# Bovington Camp

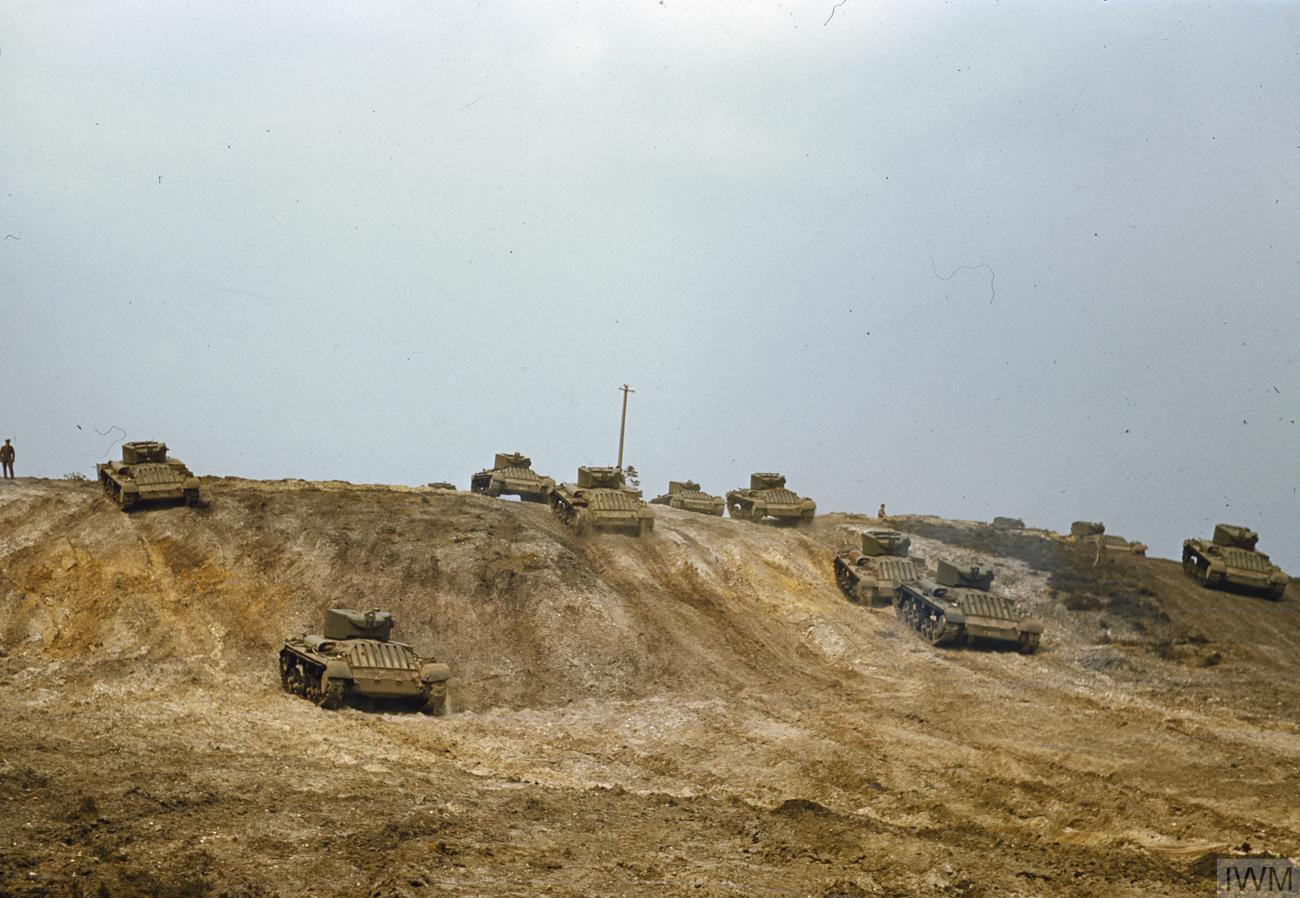
Oefening met tanks tijdens WWII

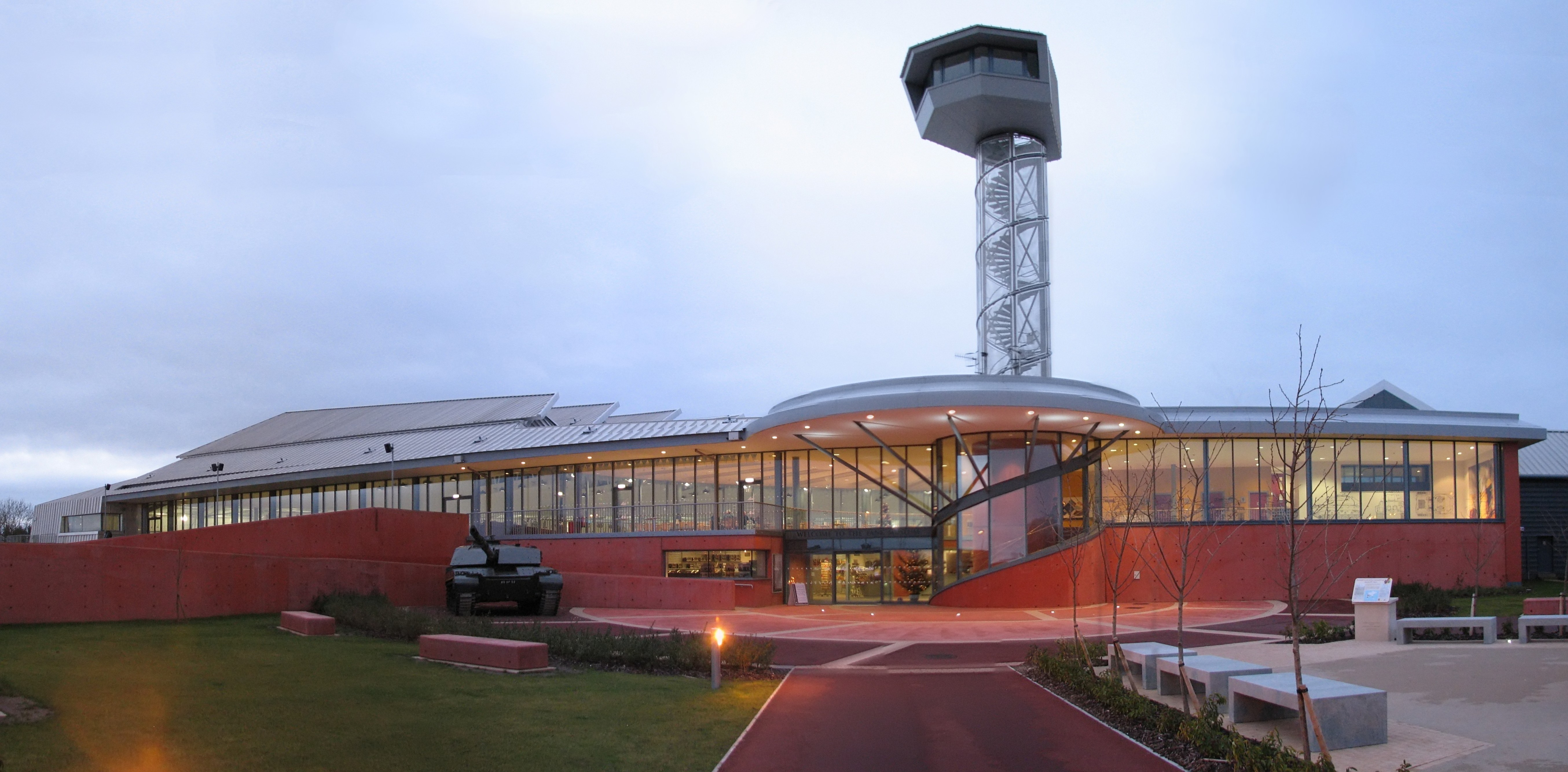
Bovington Tank Museum

Bovington Camp is een militaire basis in Dorset, Engeland, opgericht in 1899 als training-faciliteit van de infanterie. Het is sinds 1947 tevens de locatie van The Tank Museum. Het nabijgelegen Lulworth Camp hoort bij de basis en wordt gebruikt voor schietoefeningen. 

## Militaire basis
Vanaf 1916 werd Bovington Camp gebruikt voor het trainen met en het repareren van tanks en het schieten met mitrailleurs. In 1917 splitste het Heavy Branch of the Machine Gun Corps zich in het Tank Corps en het Machine Gun Corps.
Vanaf 1937 werd de basis gebruikt door de Armoured Fighting Vehicles School. Tien jaar later werd de officiële naam Royal Armoured Corps Centre.

## Museum
Het tankmuseum heeft bijna 300 tanks uit 26 landen, en geeft daarmee een overzicht van de geschiedenis van de tanks. Daarbij is een Duitse Tiger I en een Britse Mark I. Van de meeste Mark I's was na de Eerste Wereldoorlog niet veel meer over, maar enkele tanks kwamen naar Bovinton terug. In 1923 werd besloten een tankmuseum op te richten. De uitvoering daarvan duurde enkele jaren, want er moest eerst een collectie worden opgebouwd. Na de Tweede Wereldoorlog groeide de collectie snel, en in 1947 werd het museum geopend. In 2008 werd het museum uitgebreid met 5.000 m2.